# Transporte en Bolivia

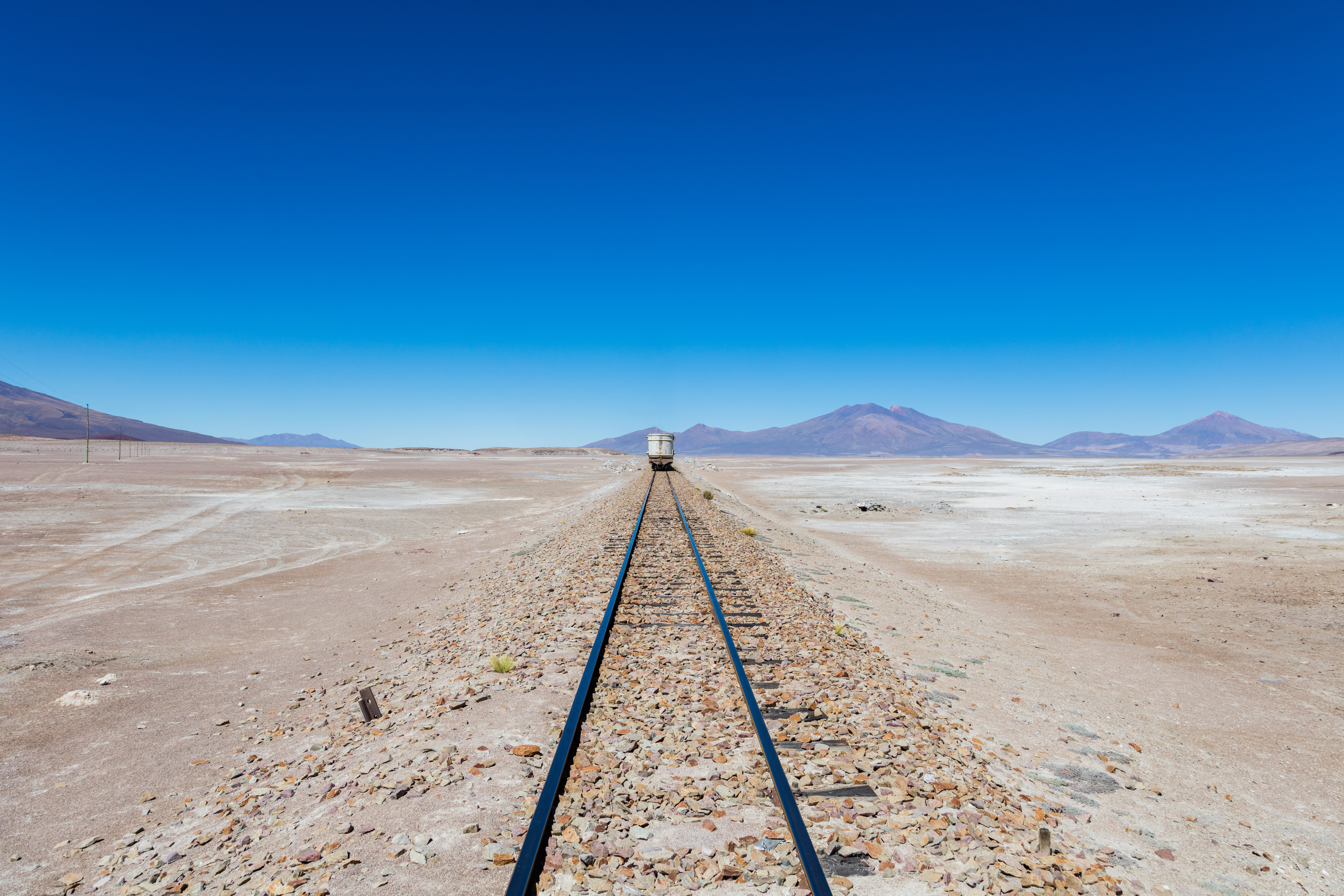
Tren de la FCA en el trayecto Ollagüe-Uyuni, Bolivia.

Bolivia está comunicada por medios de una red caminera, ferroviaria, aérea y fluvial. El acceso a puertos en el mar es también un tema de vital importancia para la economía boliviana.

## Red terrestre

### Seguridad vial en Bolivia
La seguridad vial en Bolivia se refiere a las regulaciones, acciones gubernamentales y de la sociedad civil que tienen como objetivo proteger la salud de las personas que usan la vía pública en ese país, ya sean automovilistas, peatones, ciclistas o motociclistas y evitar siniestros de tránsito. Entre las acciones previstas están las campañas de prevención, la evolución de las reglas de tránsito, su aplicación y cumplimiento.
Como la seguridad vial es un elemento de salud pública, una estadística importante es el número de fallecidos por siniestros de tránsito. Según datos del Dirección Nacional de Tránsito de la Policía y el Banco Interamericano de Desarrollo (BID), en promedio hay 1.420 fallecidos cada año por accidentes automovilíticos.
En 2018, según un cálculo de la Organización Mundial de la Salud, Bolivia tiene la segunda tasa más alta de mortalidad por accidentes de tránsito de América del Sur, con 23,2 fallecidos por 100 000 habitantes.
Para cubrir los gastos médicos, de muerte e incapacidad total y permanente en casos de accidente de tránsito, en Bolivia existe el Seguro Obligatorio de Accidentes de Tránsito (SOAT), que es un seguro que todo vehículo debe tener.

### Ferroviaria

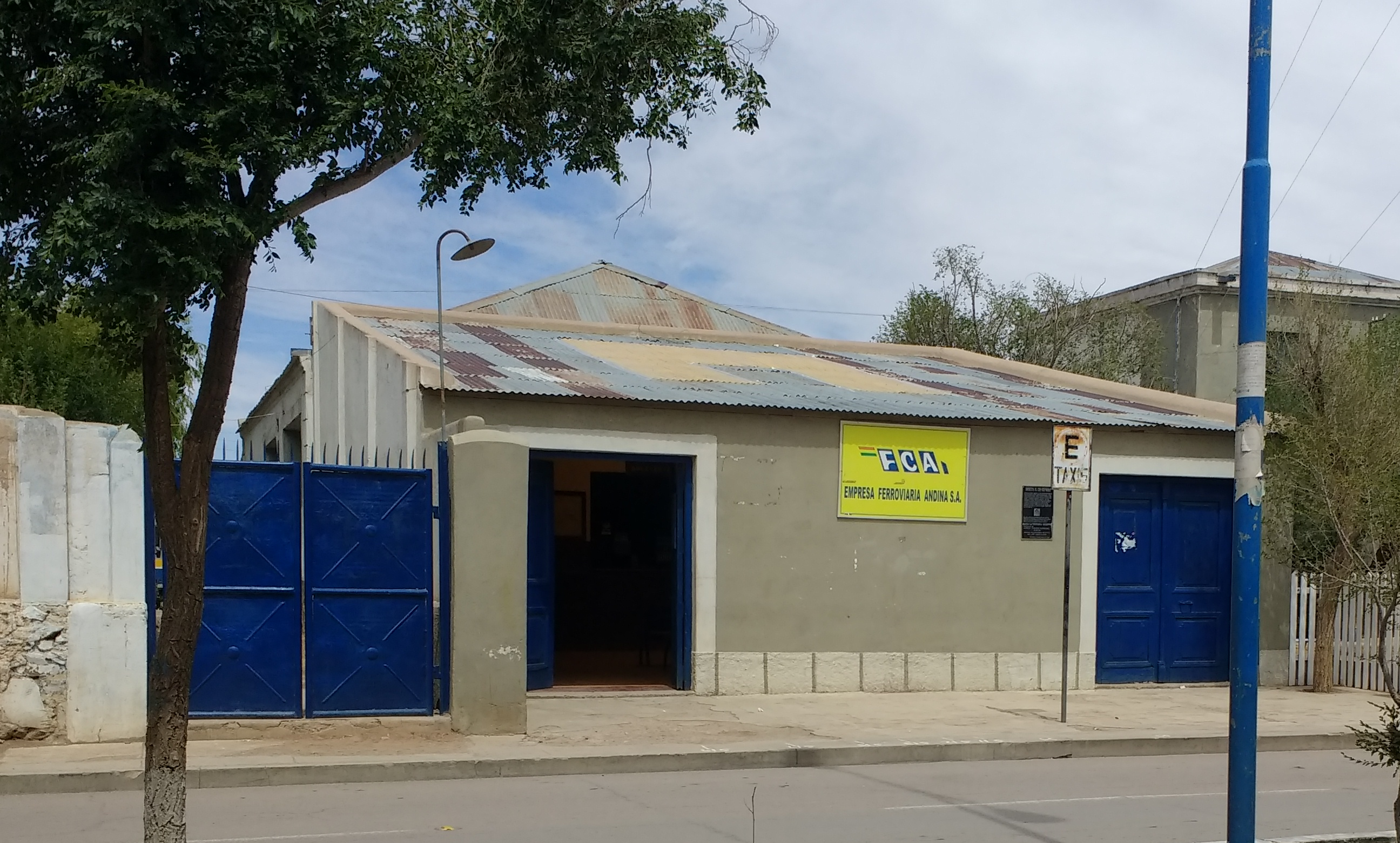
Estación de trenes de Villazón

Bolivia cuenta con un sistema ferroviario dividida en dos redes
- La Red Oriental (  FCO ) con 1.244 km que se conecta con Brasil y Argentina.
- La Red Occidental (  FCA ) con 2.318 km de longitud que se conecta con Chile y Argentina.

### Caminera

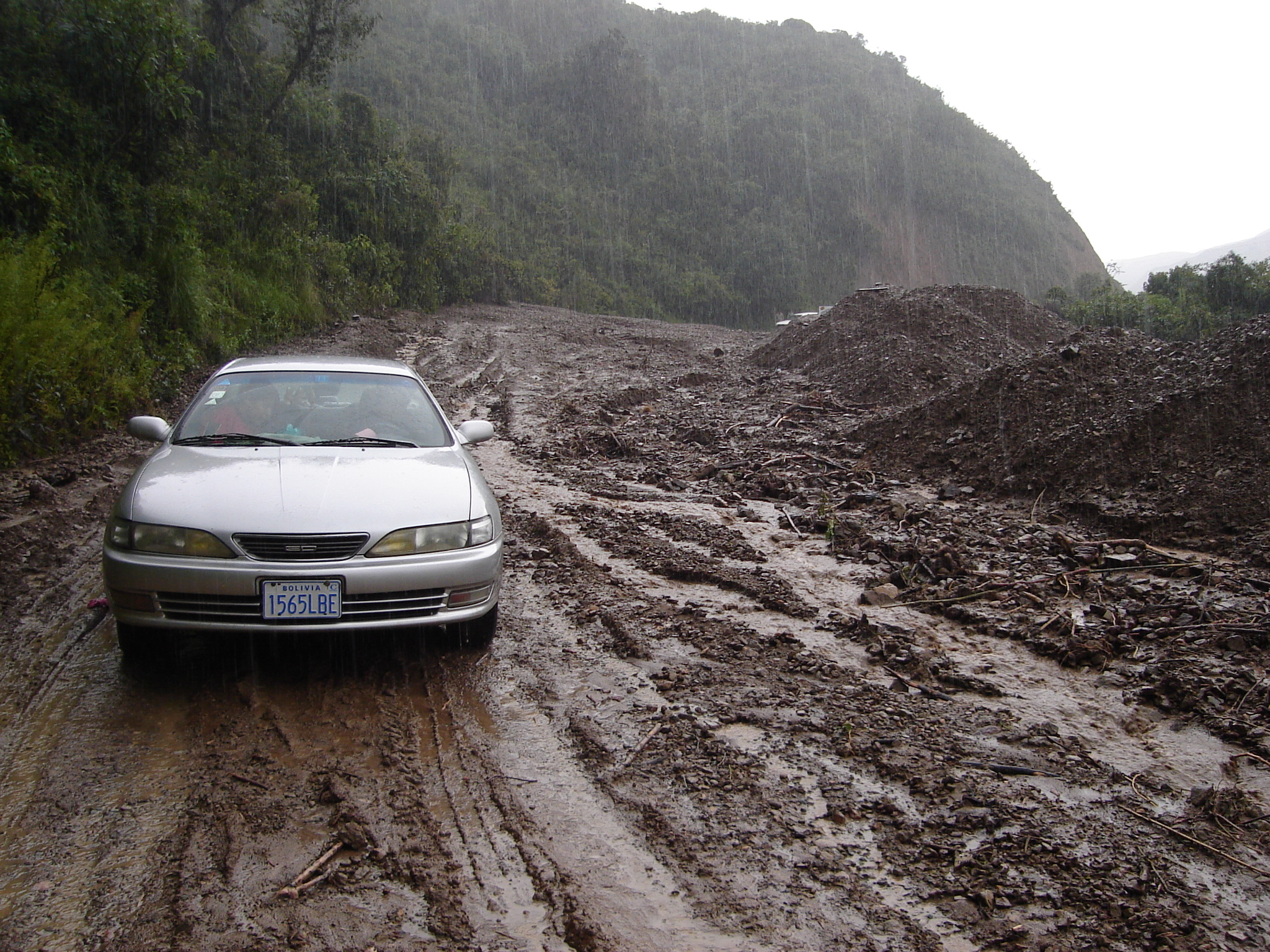
Estado de la carretera antigua Cochabamba - Santa Cruz

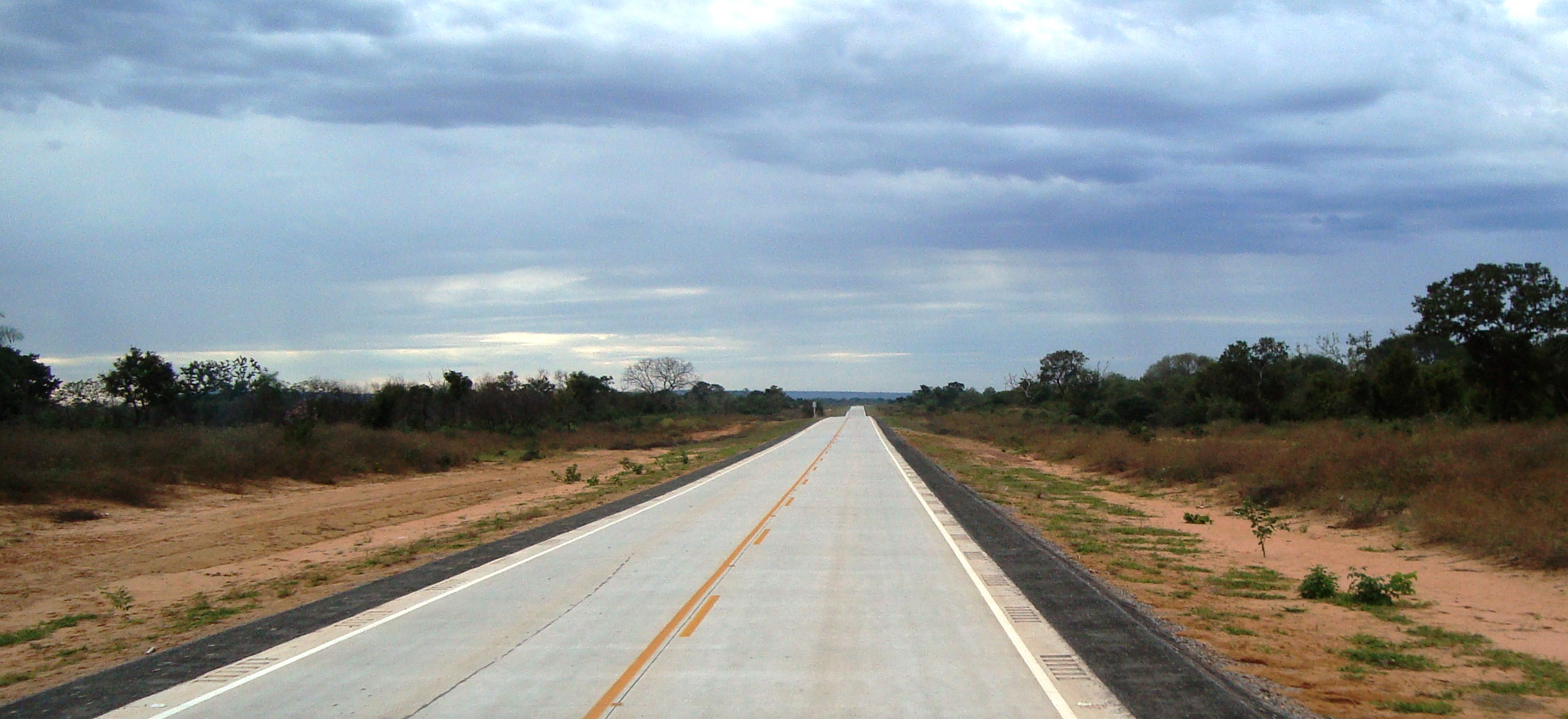
Carretera Santa Cruz-Corumbá.

Con casi 70.000 km de carreteras y con cerca de 10000 km pavimentados (en 2010), ya que el resto es de grava o tierra, además cuenta con un ramal de Panamericana que cruza todo el altiplano conectándose así con los países limítrofes. En Bolivia es posible resumir que sólo las ciudades del Eje central (La Paz, Cochabamba y Santa Cruz) y algunas otras ciudades importantes, se encuentran integradas por estructuras viales asfaltadas. En el resto del territorio existen carreteras de tierra o rípio. Pero compensando esta deficiencia, se cuenta con una completa red de vuelos nacionales, conectando las diferentes ciudades y localidades más lejanas.

## Transporte aéreo
Con más de catorce aeropuertos internacionales los más importantes son:
- Aeropuerto Internacional Viru Viru

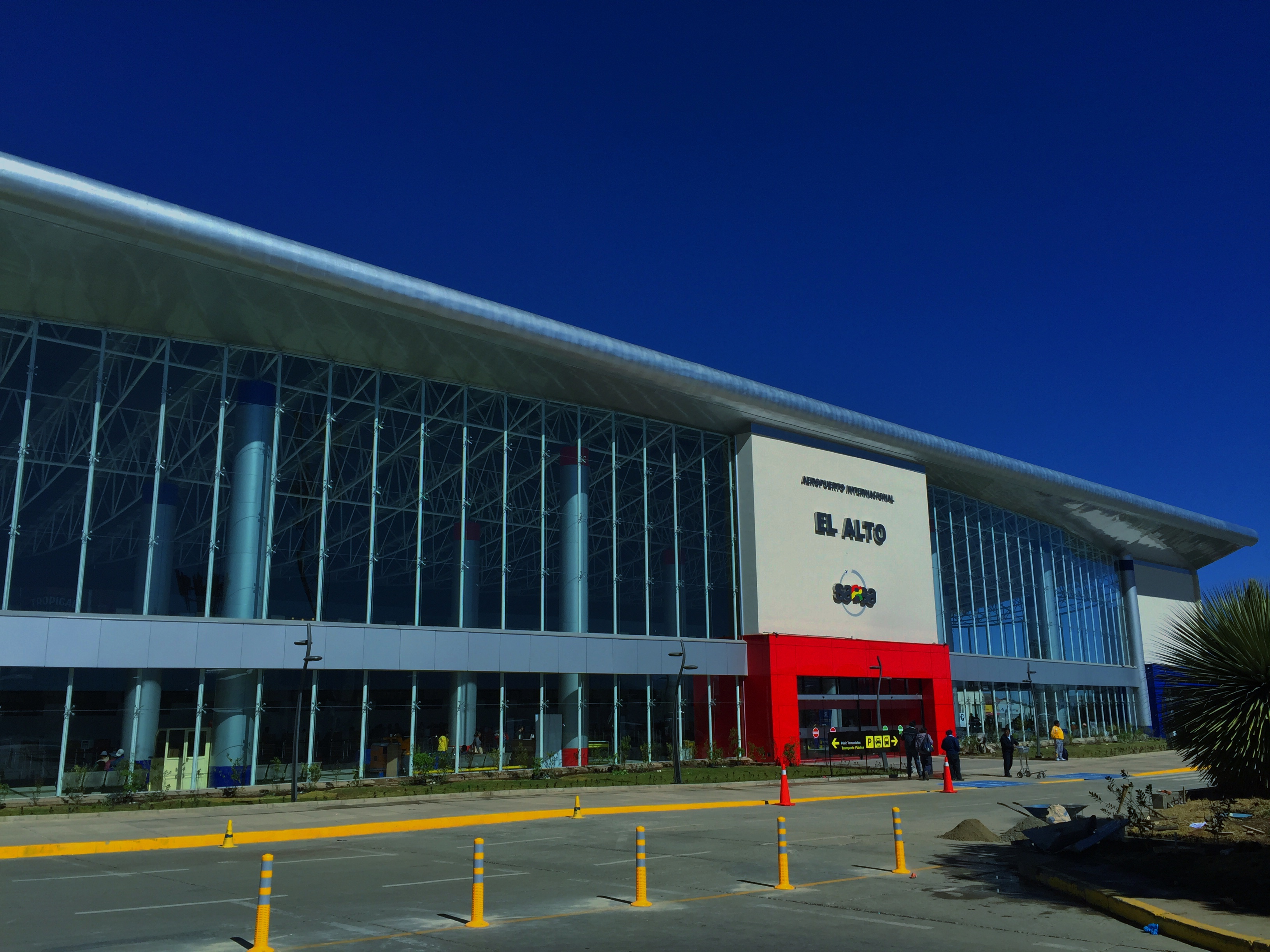
Aeropuerto Internacional El Alto ubicado en la ciudad de La Paz.

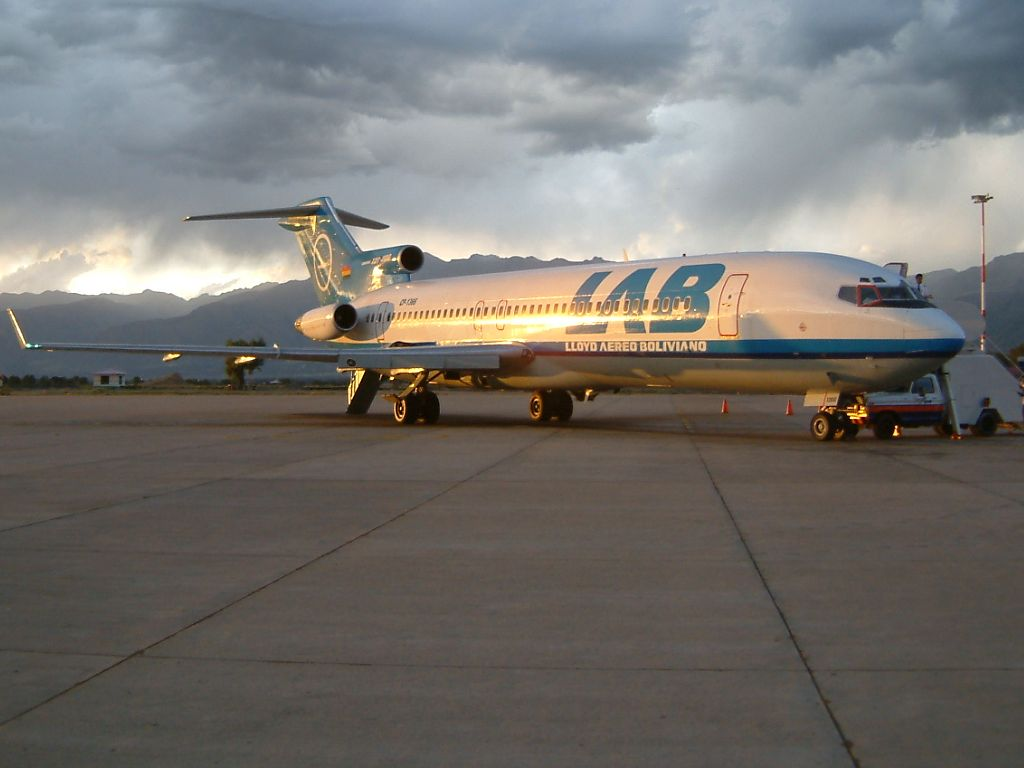
LAB Boeing 727-200 (CP-1366)

- Aeropuerto Internacional El Alto
- Aeropuerto Internacional Jorge Wilstermann

Algunas de las empresas son:

### Nacionales
- Boliviana de Aviación (BoA) (Nacionales)
- Amaszonas
- Ecojet

### Extranjeras
- Air Europa
- Aerolíneas Argentinas
- LATAM Chile
- Gol Linhas Aéreas
- Conviasa
- LATAM Perú
- Avianca
- AerCaribe
- Flybondi
- Copa Airlines

## Red fluvial
Con más de 14 000 km de ríos navegables y una serie de puertos marítimos situados en los diversos países con los que tiene convenios como en Perú y Chile en el Océano Pacífico, Argentina, Brasil y Paraguay con la hidrovía Paraguay-Paraná con salida al Océano Atlántico. Se debe destacar que en el 2004 el gobierno boliviano hizo hincapié en la construcción de un puerto para exportar al exterior, Puerto Busch, en el Río Paraguay. Ya más al norte en Puerto Suárez, Puerto Aguirre y Puerto Tamengo o Gravetal, (que están conectados al río Paraguay vía el Canal Tamengo que atraviesa parte del Brasil) navegan barcos de tamaño mediano. 
Desde el 2004 la mitad de las exportaciones bolivianas se despachan por el río Paraguay. Al terminarse la construcción de Puerto Busch, barcos más grandes podrán mover cargas desde y hacia Bolivia, lo que incidirá en un aumento de la competitividad pues no tendrá que recurrir en la medida actual a puertos extranjeros, principalmente en Perú y en Chile.

## Puertos

### Puertos en el Pacífico
Arica y Antofagasta son puertos habilitados para el libre tránsito de Bolivia, país que así lo dispuso al momento de suscribir el Tratado de Paz y Amistad entre Chile y Bolivia de 1904. En vía de habilitarse se encuentra el puerto de Iquique. Casi el 60% del comercio exterior de Bolivia se realiza por los puertos del norte de Chile, siendo Arica la principal puerta del comercio exterior de Bolivia.

### Puertos francos
También Bolivia posee puertos francos en Argentina, Paraguay y Uruguay, que son poco utilizados por la falta de infraestructura.
- Puerto de Rosario en Argentina, en 1969 se le concede a Bolivia el uso de este puerto y se le otorga un área libre de 54.667 m² pero es poco utilizado.
- Puerto Casado y Puerto Villeta en Paraguay, en el Tratado de Paz de 1938 entre Bolivia y Paraguay se establece que el último garantiza el libre tránsito y área libre.
- Puerto de Montevideo en Uruguay.